# Tasya van Ree
Tasya van Ree (Havai, 30 de Abril de 1976) é uma fotógrafa e artista havaiana radicada em Los Angeles, conhecida pelas suas fotografias a preto e branco de pessoas famosas.

## Carreira artística
O trabalho artístico de Tasya é usualmente a preto e branco, usando muitas vezes pessoas famosas. Atualmente usa uma Leica Minilux, que considera uma extensão de si própria. Já fotografou entre muitos outros, Michelle Rodriguez, Katherine Moennig e Matt Dallas. Em diversas entrevistas a artista refere a actriz Amber Heard como a sua musa.
As suas fotografias são frequentemente publicadas em revistas da especialidade, e expostas em diversas cidades, a título pessoal, e com outros artistas (David Lynch, Jessica Lange, Gus van Sant e Amy Arbus).
Para além dos trabalhos de fotografia, van Ree realiza pequenos filmes e faz trabalhos de pintura.

### Exposições
- Setembro, 2011- A Solo Photography Exhibition – EVFA, Los Angeles[11]
- Junho, 2011- Distorted Delicacies. Nova Iorque[8]
- Agosto, 2010- Untitled Project. L.A.'s Celebrity Vault[5]

## Vida pessoal
Em Dezembro de 2010, a atriz Amber Heard durante a cerimónia do 25º aniversário da GLAAD (Aliança Gay e Lésbica Contra a Difamação), assumiu estar numa relação homossexual. Nesse evento Heard apresenta Tasya van Ree como sua namorada desde 2008. Separaram-se em 2011.